# Осада Меца (1552)
Осада Меца 19 октября 1552 — 1 января 1553 — была предпринята войсками императора Карла V в начале Восьмой (по другой периодизации — Десятой) Итальянской войны (1552—1556).

## Захват Меца французами
Заключив 15 января 1552 года тайный Шамборский договор с имперскими князьями, оппозиционными императору, Генрих II в феврале объявил войну Карлу V.

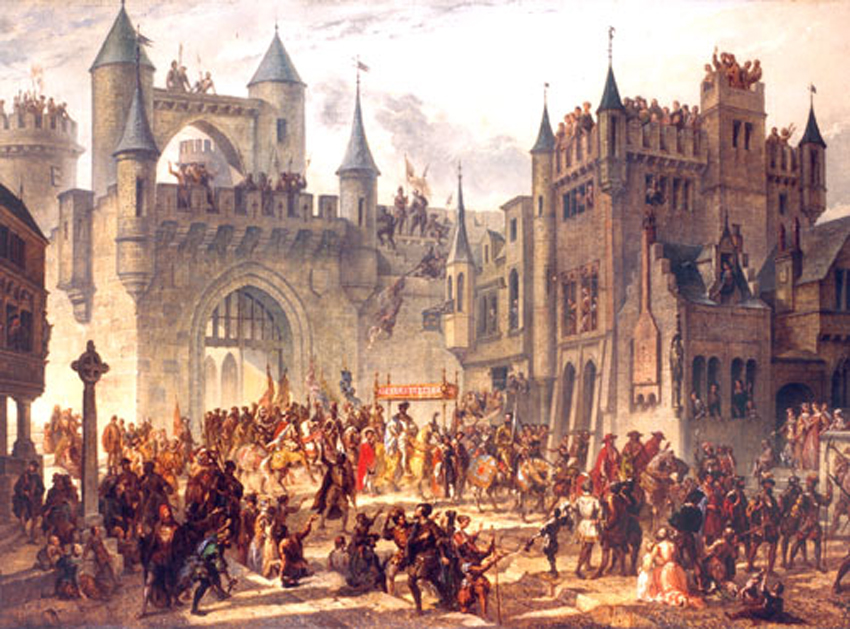
Вступление Генриха II в Мец через Серпенские ворота

В начале кампании армии короля и коннетабля Монморанси вторглись на территорию Трех епископств. 10 апреля Туль открыл ворота перед королём. Коннетабль занял Понт-а-Муссон и встал лагерем у Меца. В городе положение было напряженное, народ бунтовал против патрициата, жители были недовольны бесчинствами имперских командиров, действовавших в округе, а епископ Робер де Ленонкур, державший сторону короля, сформировал профранцузскую партию.
Монморанси 10 апреля овладел городом с помощью хитрости. Добившись от магистрата разрешения провести через Мец два отряда пехоты, он собрал отборных людей, в количестве значительно большем, чем было предусмотрено соглашением, и когда городские власти поняли, что происходит, было уже поздно: один отряд занял центр города, а другой захватил одни из ворот.
Овладев Нанси при помощи кардинала Лотарингского, Генрих II 18 апреля соединился с войсками коннетабля в Меце, после чего 22-го армия выступила на Рейн, оставив в городе 3400 человек гарнизона. Действия против Саарбурга и Страсбурга были неудачными, но французские войска 20 мая овладели Верденом, после чего поход пришлось прекратить, так как армия понесла большой урон от болезней.

## Сбор имперской армии
Карл V был занят попытками достичь соглашения с лютеранами на рейхстаге, открывшемся 27 мая в Пассау. Переговоры шли тяжело, а брат императора эрцгерцог Фердинанд просил помощи против турок, с крупными силами вторгшихся в Венгрию и Трансильванию. 2 августа было достигнуто соглашение, отменявшее Аугсбургский интерим и назначившее новый рейхстаг для решения религиозных споров и освобождения князей, взятых в плен в битве при Мюльберге.
После этого император смог приступить к сбору армии. Войска, вызванные из разных провинций, собирались на Верхнем Дунае, и до конца августа было неясно, двинется император на турок или на французов.

## Подготовка Меца к обороне

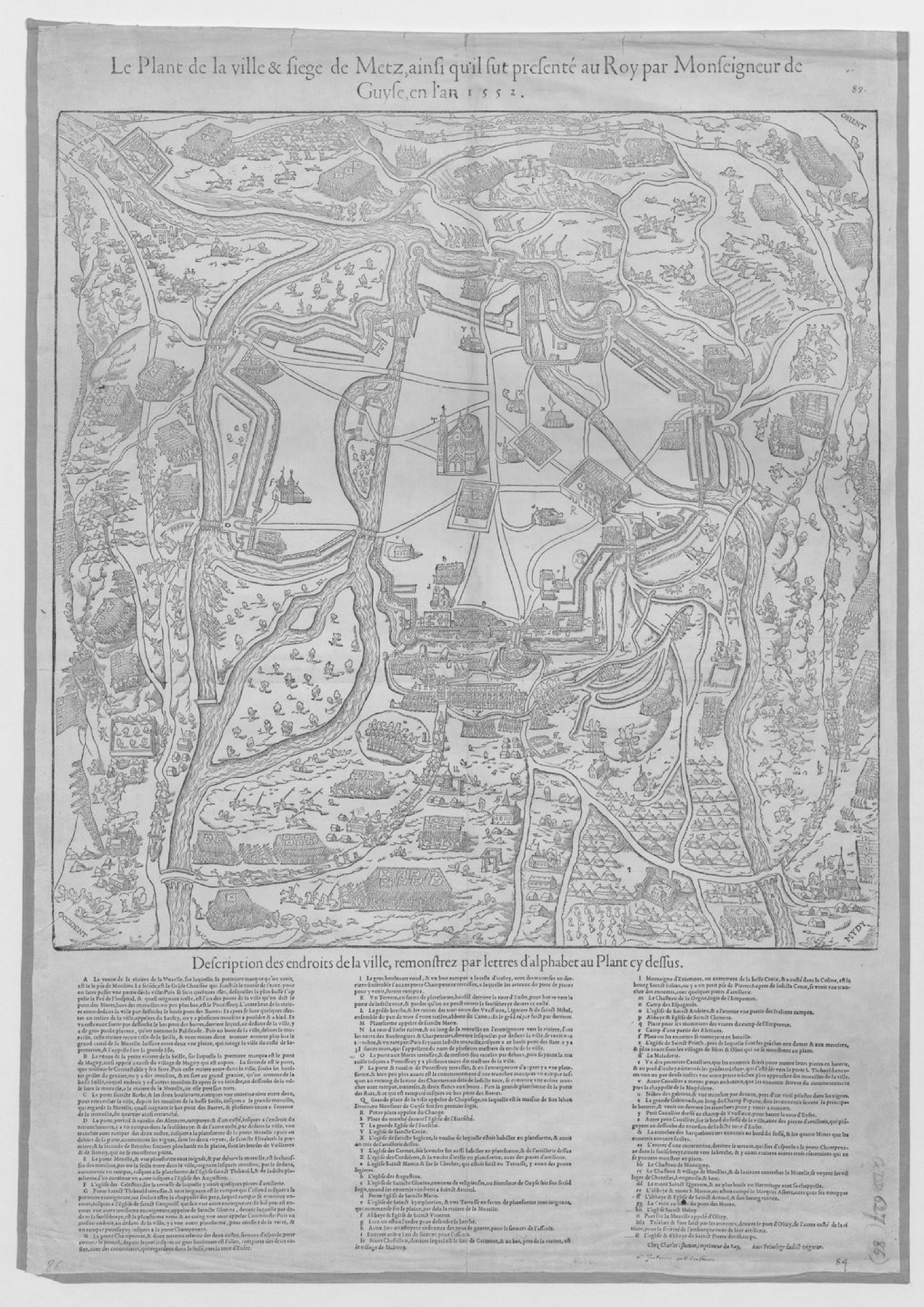
План города и осады Меца, представленный королю монсеньором де Гизом в 1552 году

17 августа для организации обороны в Мец прибыл герцог Франсуа де Гиз. С ним был отряд, состоявший из молодых аристократов, желавших поучаствовать в предприятии: маркиза д’Эльбёфа, графа де Ларошфуко, сеньора де Бирона, сеньора де Рандана и его брата. Позднее прибыли герцог Немурский, видам Шартрский, сеньор де Мартиг, принц Конде, его брат граф Энгиенский, двое сыновей Монморанси и другие знатные особы.
Мец был окружен с запада, севера и востока реками Мозелем и Сеем, сливавшимися на его северо-западной окраине. Две широкие и полноводные реки, разделенные островами на несколько рукавов, создавали естественную защиту на трех направлениях, и только с юга широкая равнина давала доступ к крепости. Со стороны рек укрепления представляли собой простую стену, усиленную инженерными сооружениями на северо-востоке, где в сторону Сея выходили Сен-Барбские, Немецкие и Мецкие ворота. Основные оборонительные сооружения располагались на юге, от ворот Сен-Тибо, выходящих на Сей, до Адской башни и платформы Сен-Мари — на Мозель. В центре этого участка находились Шампанские ворота.
Все укрепления были в плохом состоянии, и Гиз с помощью артиллерийских комиссаров и экспертов по фортификации немедленно занялся их усилением. Были снесены все пригороды и разрушены даже церкви, дабы ничто не мешало простреливать подступы. В самом городе были разрушены высокие здания, которые противник мог бы использовать как ориентиры для пристреливания орудий. Гиз распорядился свезти в Мец весь урожай с окрестных полей, чтобы местность в радиусе лье от города представляла собой пустыню.

## Начало осады
Захват Францией Меца наносил удар по престижу империи, и 1 сентября её войска выступили на запад.
Герцог Альба и маркиз Мариньяно, командовавшие авангардом имперских сил (20 тыс. пехоты, 4 тыс. кавалерии и 7 орудий), 19 октября подошли к городу в районе Немецких ворот. Сеньор де Ла Бросс произвел вылазку, вступив в бой с двумя тысячами испанских или итальянских аркебузиров. Сражение продолжалось с 11 часов утра до вечера, и французы взяли верх, благодаря помощи, приведенной из крепости кампмейстером Фаваром и Пьеро Строцци.
После неудачных попыток атаковать крепость с этого направления, Альба был вынужден повернуть на юг и расположить основные силы против укреплений на участке между воротами Сен-Тибо и платформой Сен-Мари, где французы установили батарею. Для Гиза оборону затрудняло присутствие маркграфа Бранденбургского Альбрехта Алкивиада, стоявшего в окрестностях с 15 тыс. пехоты, 3 тыс. всадников и 40 орудиями. Этого головореза изгнали из империи за бандитизм, он укрылся в пограничной Лотарингии и предлагал свои услуги и королю и императору. Не доверявший этому «сомнительному персонажу», герцог де Гиз отказался впустить его в город.
Герцог де Гиз разделил периметр крепостных стен на секторы обороны, поручив командование нескольким сеньорам и капитанам. Граф д’Энгиен и принц Конде получили участок между воротами Сен-Тибо и Сеем; принц Ла-Рош-сюр-Йон наблюдал за пространством от моста де Барр до башни Шарьер; герцог Немурский оборонял участок от решетки Гравьер до траншеи, порученной Пьеро Строцци; а тот вместе с маркизом д’Эльбёфом охранял район от траншеи до водяной мельницы на Сее. Монморанси, Дамвиль и граф де Гунор находились внутри крепости, Орацио Фарнезе занимал позицию за Шампанскими воротами, видам Шартрский в башне Шарьер, Ларошфуко у Мецких ворот.
Альба стал лагерем в руинах предместий Сен-Клеман и Сен-Арнуль, намереваясь атаковать участок между воротами Сен-Тибо и Адской башней. 9 ноября он начал бомбардировку города. 17-го удалось проделать значительную брешь в районе Серпенских ворот, но осажденные быстро соорудили за ней новую стену.

## Прибытие императора

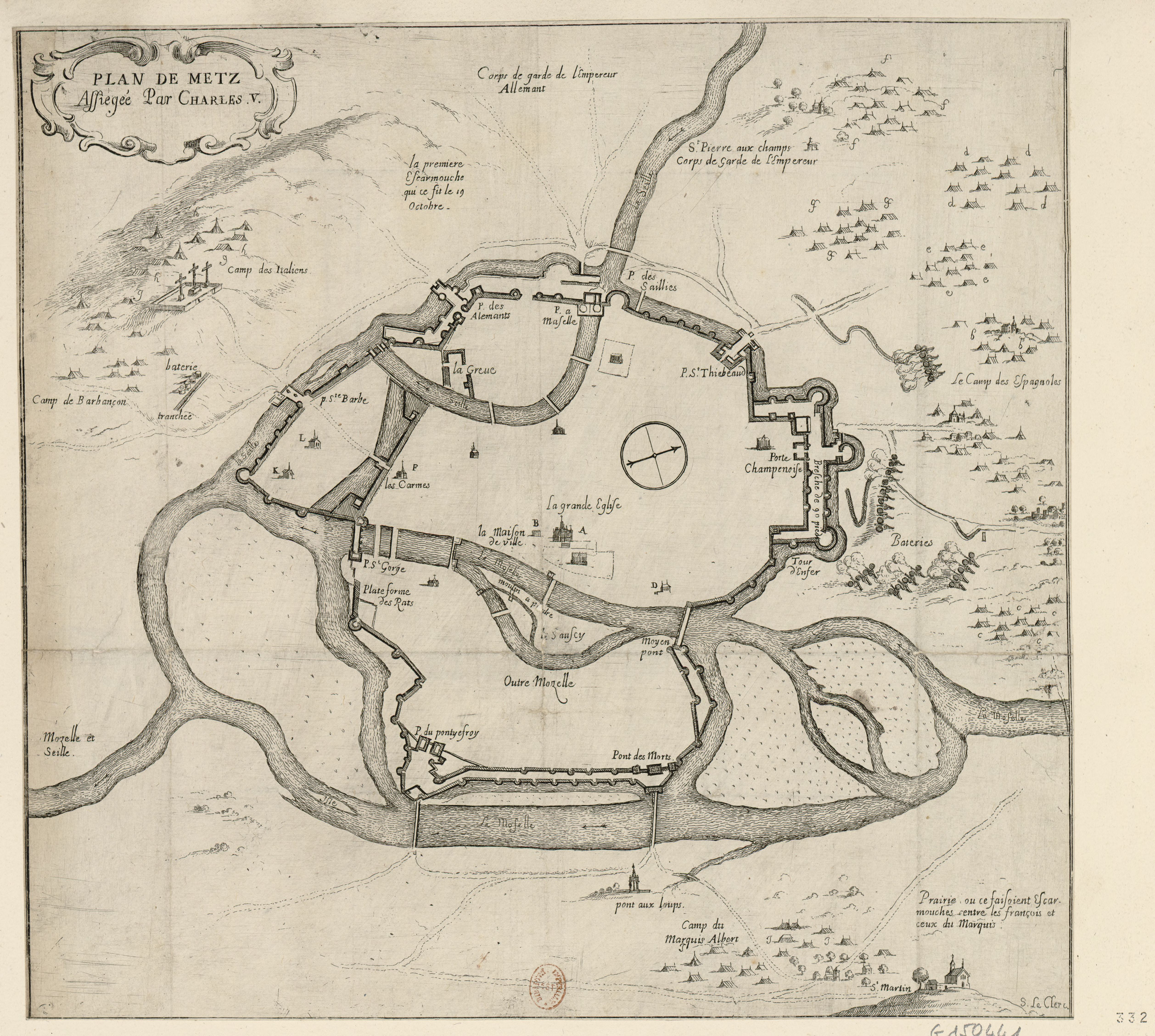
План осажденного Меца

К середине ноября под стенами Меца стояли три армии. Лагерь испанцев находился на юге, лагерь королевы Марии на севере, и лагерь маркграфа Бранденбургского на северо-западе. Карл V прибыл в испанский лагерь 20 ноября. Он был болен, и едва сумел подняться, чтобы на белом коне показаться перед войсками. Несмотря на отвращение, которое вызывал у него Альбрехт Алкивиад, император договорился с ним о совместных действиях
23 ноября имперцы установили две новых батареи, одну из 30 орудий, другую из 15, выпустивших во время бомбардировки 24—25 ноября не менее 1450 ядер. Башни Линьер и Вассьё были обращены в руины. Герцог де Гиз из семи городских ворот оставил три для вылазок — ворота к «мосту мертвецов», к мосту Ифруа и Мецкие, а остальные замуровал, чтобы облегчить оборону.
26 ноября была установлена ещё одна брешь-батарея, бившая по башне Плотников, расположенной рядом с Адской. 27—28 ноября мощным артиллерийским огнём удалось обрушить башню Сен-Мишель, стоявшую на куртине, рядом с уничтоженными башнями Линьер и Вассьё. В результате образовался пролом шириной 20 ступней между Шампанскими воротами и Адской башней, но защитники крепости, пользуясь тем, что противник действовал очень медленно, успели возвести позади него новые укрепления.
За время осады имперцами было выпущено около 15 тыс. ядер, но интенсивная бомбардировка не дала существенных результатов. Попытки минирования во влажной приречной почве также были неудачны, а люди де Гиза умело разрушали вражеские подкопы контрминами. С начала декабря артиллерийский обстрел ослаб, император дважды пытался организовать штурм, и оба раза его приказы не были выполнены.
Осажденные начали производить крупные вылазки, ещё больше увеличивая хаос в лагере противника.

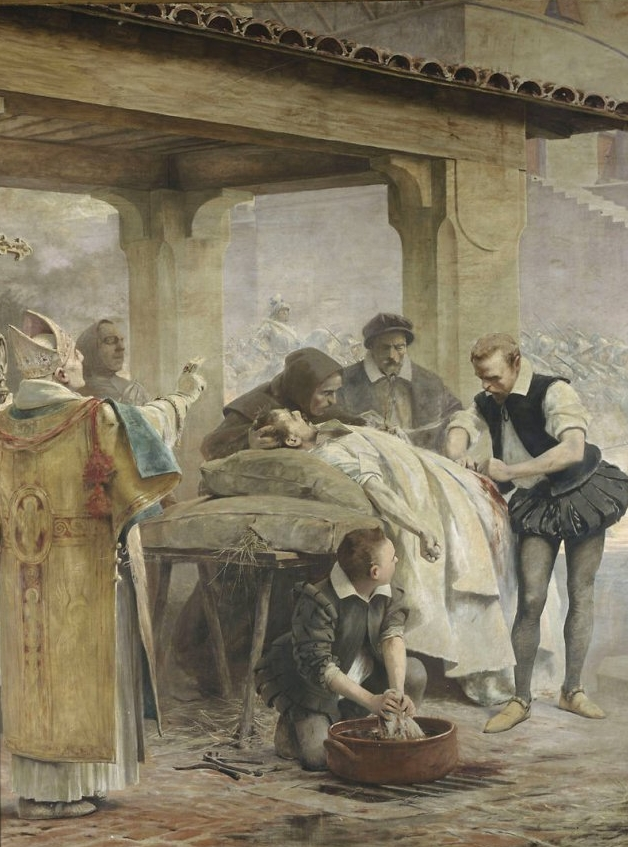
Теобальд Шартран. Амбруаз Паре при осаде Меца применяет лигатуру артерий для раненого аркебузира. 1553. (1886/1889). Париж, Сорбонна (фрагмент)

Действия имперских войск были настолько нерешительны, что Франсуа де Гиз ещё 6 ноября направил королю предложение использовать армию на других направлениях, пока он обороняет город, который противнику все равно не взять. Тем не менее, французское главное командование в лице короля и коннетабля также не предпринимало активных действий. Простояв некоторое время в Сен-Мишеле, Монморанси выступил в Реймс, где находился Генрих, и в конце ноября прибыл в Компьен, ничего не сделав ни в направлении Меца, ни в Артуа и Пикардии, где бесчинствовал неприятель.
Действия маршала Сент-Андре были более решительными, и ему удалось отвоевать часть крепостей, захваченных противником в начале осени.
Политическое и финансовое положение императора было сложным; если бы 4 ноября в Нидерланды не прибыл флот с испанским золотом, Карлу было бы нечем заплатить войскам. Армия понесла большие потери от тифа. 2 декабря император обратился к сыну Филиппу, находившемуся в Антверпене, с настойчивыми просьбами о помощи, но тот их проигнорировал, не желая ввязываться в безнадежное дело.
8 декабря в Мец прибыл Амбруаз Паре, весной того года при осаде Данвиллера впервые применивший при ампутациях лигатуру вместо прижигания раскаленным железом.

## Конец осады
В течение декабря имперцы проделали бреши ещё в нескольких местах, Адская башня была разрушена артиллерийским огнём, но осажденные немедленно сооружали новые укрепления, сводя на нет результаты бомбардировок. Император хотел штурма, но военный совет высказался против этого. Наступила зима, лагерь начали затапливать дожди, армия сильно поредела от болезней, и 24 декабря было объявлено о снятии осады. 26-го началось отступление. Сам император уехал 1 января, на следующий день сняли лагерь основные силы. Маркграф Бранденбургский оставался в окрестностях Меца до 9 января, изображая готовность продолжать осаду.
6 января герцог де Гиз выступил из города с отрядом и осмотрел лагерь противника, находившийся в ужасающем состоянии. Повсюду валялись непогребенные трупы, имперские войска бросили умирать своих раненых, дороги были завалены павшими лошадями и брошенными повозками. Из 60 тысяч, которые были у Карла и Альбрехта в начале осады, из-под Меца ушло всего около 12 тысяч человек. Французы потеряли всего 22 офицера, нескольких тяжеловооруженных всадников, шеволежеров и конных аркебузиров, и 250 солдат. Гиз распорядился собрать раненых солдат противника и перевезти в город для оказания медицинской помощи.

## Итоги
В результате кампании 1552 года Три епископства надолго вошли в состав Франции. «Мессенская республика», существовавшая со времени предоставления Мецу имперских вольностей в XIII веке, фактически была упразднена. Горожане несколько раз пытались добиться от рейхстага помощи против французов, прочно оккупировавших город и построивших в 1556 году мощную цитадель, но имперское собрание было вынуждено смириться с аннексией Трех епископств, формально вошедших в состав Франции по условиям Вестфальского мира в 1648 году.
В честь осады Меца через несколько лет, следуя итальянской ренессансной моде, начавшей распространяться к северу от Альп, отчеканили одну из первых в истории Франции серий памятных медалей: три от имени короля и две от имени Франсуа де Гиза.

## Комментарии
1. ↑  Альбрехт Алкивиад добился больших успехов, чем другие имперские командиры, взяв в плен герцога Омальского, отпущенного весной 1554 года, после того, как французские послы в Германии, Швейцарии и Граубюндене договорились с маркграфом о сумме выкупа (Decrue, p. 151)
2. ↑  Эжен д’Орьяк исчисляет потери имперцев в 30 тысяч одними убитыми и умершими от болезней, не считая огромного числа раненых (Auriac, p. 59)